# Liste des communautés du pays de Galles

Carte des communautés du pays de Galles en 2024.

Cette page liste les communautés du pays de Galles par autorité unitaire puis par ordre alphabétique.

## Anglesey
- Aberffraw
- Amlwch (ville)
- Beaumaris / Biwmares (ville)
- Bodedern
- Bodffordd
- Bodorgan
- Bryngwran
- Cwm Cadnant
- Cylch y Garn
- Holyhead / Caergybi (ville)
- Llanbadrig
- Llanddaniel Fab
- Llanddona
- Llanddyfnan
- Llaneilian
- Llaneugrad
- Llanfachraeth
- Llanfaelog
- Llanfaethlu
- Llanfair-Mathafarn-Eithaf
- Llanfair Pwllgwyngyll
- Llanfair-yn-neubwll
- Llanfihangel Ysgeifiog
- Llangefni (ville)
- Llangoed
- Llangristiolus
- Llanidan
- Llannerch-y-medd
- Mechell
- Menai Bridge / Porthaethwy (ville)
- Moelfre
- Penmynydd
- Pentraeth
- Rhoscolyn
- Rhosybol
- Rhosyr
- Trearddur
- Tref Alaw
- Trewalchmai
- Valley / Y Fali

## Blaenau Gwent
- Abertillery / Abertyleri
- Badminton
- Beaufort / Cendl
- Brynmawr (ville)
- Cwm / Y Cwm
- Ebbw Vale North / Gogledd Glynebwy
- Ebbw Vale South / De Glynebwy
- Garnlydan
- Llanhilleth / Llanhiledd
- Nantyglo and Blaina / Nantyglo a Blaenau (ville)
- Rassau / Rasa
- Tredegar (ville)

## Bridgend
- Brackla / Bracla
- Bridgend / Pen-y-Bont ar Ogwr
- Cefn Cribwr
- Coity Higher / Coety Uchaf
- Cornelly / Corneli
- Coychurch Higher / Llangrallo Uchaf
- Coychurch Lower / Llangrallo Isaf
- Garw Valley / Cwm Garw
- Laleston / Trelales
- Llangynwyd Lower / Llangynwyd Isaf
- Llangynwyd Middle / Llangynwyd Ganol
- Maesteg (ville)
- Merthyr Mawr
- Newcastle Higher / Y Castellnewydd ar Ogwr
- Ogmore Valley / Cwm Ogwr
- Pencoed / Pen-coed (ville)
- Porthcawl (ville)
- Pyle / Y Pîl
- St Bride's Minor / Llansanffraid-ar-Ogwr
- Ynysawdre

## Caerphilly
- Abercarn
- Aber Valley / Cwm Aber
- Argoed
- Bargoed / Bargod (ville)
- Bedwas, Trethomas and Machen / Bedwas, Tretomos a Machen
- Blackwood / Coed Duon (ville)
- Caerphilly / Caerffili (ville)
- Cefn Fforest
- Crosskeys
- Crumlin / Crymlyn
- Darran Valley / Cwm Darran
- Gelligaer / Gelli-gaer (ville)
- Llanbradach and Pwllypant / Llanbradach a Phwll-y-pant
- Maesycwmmer
- Nelson
- Newbridge / Trecelyn
- New Tredegar / Tredegar Newydd
- Pengam
- Penmaen
- Penyrheol, Trecenydd and Energlyn / Penyrheol, Trecenydd ac Enau'r Glyn
- Pontllanfraith
- Rhymney / Rhymni (ville)
- Risca East / Dwyrain Rhisga
- Risca West / Gorllewin Rhisga
- Rudry / Rhydri
- Van / Y Fan
- Ynysddu

## Cardiff
- Adamsdown
- Butetown / Tre-biwt
- Caerau
- Canton / Treganna
- Castle / Castell
- Cathays
- Cyncoed
- Ely / Trelái
- Fairwater / Y Tyllgoed
- Gabalfa
- Grangetown
- Heath / Y Mynydd Bychan
- Lisvane / Llys-faen
- Llandaff / Llandaf
- Llandaff North / Ystum Taf
- Llanedeyrn / Llanedern
- Llanishen / Llanisien
- Llanrumney / Llanrhymni
- Old St Mellons / Hen Laneirwg
- Pentwyn
- Pentyrch
- Penylan
- Pontcanna
- Pontprennau
- Radyr and Morganstown / Radur a Threforgan
- Rhiwbina / Rhiwbeina
- Riverside / Glan'rafon
- Roath / Y Rhath
- Rumney / Tredelerch
- Splott / Y Sblot
- St Fagans / Sain Ffagan
- Tongwynlais
- Tremorfa
- Thornhill / Y Ddraenen
- Trowbridge
- Whitchurch / Yr Eglwys Newydd

## Carmarthenshire
- Abergwili
- Abernant
- Ammanford / Rhydaman (ville)
- Betws
- Bronwydd
- Carmarthen / Caerfyrddin (ville)
- Cenarth
- Cilycwm / Cil-y-cwm
- Cilymaenllwyd
- Cwmamman
- Cynwyl Elfed
- Cynwyl Gaeo
- Dyffryn Cennen
- Eglwyscummin / Eglwys Gymyn
- Gorslas
- Henllanfallteg / Henllan Fallteg
- Kidwelly / Cydweli (ville)
- Laugharne Township / Treflan Lacharn (ville)
- Llanarthney / Llanarthne
- Llanboidy
- Llanddarog
- Llanddeusant
- Llanddowror
- Llandeilo (ville)
- Llandovery / Llanymddyfri (ville)
- Llandybie / Llandybïe
- Llandyfaelog
- Llanedi
- Llanegwad
- Llanelli (ville)
- Llanelli Rural / Llanelli Gwledig
- Llanfair-ar-y-bryn
- Llanfihangel Aberbythych
- Llanfihangel-ar-Arth
- Llanfihangel Rhos-y-Corn
- Llanfynydd
- Llangadog
- Llangain
- Llangathen
- Llangeler
- Llangennech
- Llangunnor
- Llangyndeyrn
- Llangynin
- Llangynog
- Llanllawddog
- Llanllwni
- Llannon
- Llanpumsaint
- Llansadwrn
- Llansawel
- Llansteffan
- Llanwinio
- Llanwrda
- Llanybydder
- Llanycrwys
- Manordeilo and Salem / Maenordeilo a Salem
- Meidrim
- Myddfai
- Newcastle Emlyn / Castellnewydd Emlyn (ville)
- Newchurch and Merthyr / Llannewydd a Merthyr
- Pembrey and Burry Port Town / Pen-bre a Phorth Tywyn (ville)
- Pencarreg
- Pendine / Pentywyn
- Pontyberem
- Quarter Bach / Cwarter Bach
- St Clears / Sanclêr (ville)
- St Ishmael / Llanismel
- Talley / Talyllychau
- Trelech / Tre-lech
- Trimsaran
- Whitland / Hendy-gwyn

## Ceredigion
- Aberaeron (ville)
- Aberporth
- Aberystwyth (ville)
- Beulah
- Blaenrheidol
- Borth
- Cardigan / Aberteifi (ville)
- Ceulanamaesmawr
- Ciliau Aeron
- Dyffryn Arth
- Faenor
- Geneu'r Glyn
- Henfynyw
- Lampeter / Llanbedr Pont Steffan (ville)
- Llanarth
- Llanbadarn Fawr
- Llanddewi Brefi
- Llandyfriog
- Llandysiliogogo
- Llandysul
- Llanfair Clydogau
- Llanfarian
- Llanfihangel Ystrad
- Llangeitho
- Llangoedmor
- Llangrannog
- Llangwyryfon
- Llangybi
- Llangynfelyn
- Llanilar
- Llanllwchaiarn
- Llanrhystyd
- Llansantffraed
- Llanwenog
- Llanwnnen
- Lledrod
- Melindwr
- Nantcwnlle
- New Quay / Ceinewydd (ville)
- Penbryn
- Pontarfynach
- Tirymynach
- Trawsgoed
- Trefeurig
- Tregaron
- Troedyraur
- Y Ferwig
- Ysbyty Ystwyth
- Ysgubor-y-coed
- Ystrad Fflur
- Ystrad Meurig

## Conwy
- Abergele (ville)
- Betws-y-Coed
- Betws yn Rhos
- Bro Garmon
- Bro Machno
- Caerhun
- Capel Curig
- Cerrigydrudion
- Colwyn Bay / Bae Colwyn (ville)
- Conwy (ville)
- Dolgarrog
- Dolwyddelan
- Eglwysbach
- Henryd
- Kinmel Bay and Towyn / Bae Cinmel a Tywyn (ville)
- Llanddoged and Maenan / Llanddoged a Maenan
- Llanddulas and Rhyd-y-foel / Llanddulas a Rhyd-y-foel
- Llandudno (ville)
- Llanfair Talhaiarn
- Llanfairfechan (ville)
- Llanfihangel Glyn Myfyr
- Llangernyw
- Llangwm
- Llannefydd
- Llanrwst (ville)
- Llansanffraid Glan Conwy
- Llansannan
- Llysfaen
- Mochdre
- Old Colwyn / Hen Golwyn
- Penmaenmawr (ville)
- Pentrefoelas
- Rhos-on-Sea
- Trefriw
- Ysbyty Ifan

## Denbighshire
- Aberwheeler / Aberchwiler
- Betws Gwerfil Goch / Betws Gwerful Goch
- Bodelwyddan
- Bodfari
- Bryneglwys
- Cefn Meiriadog
- Clocaenog
- Corwen (ville)
- Cwm
- Cyffylliog
- Cynwyd
- Denbigh / Dinbych (ville)
- Derwen
- Dyserth / Diserth
- Efenechtyd
- Gwyddelwern
- Henllan
- Llanarmon-yn-Iâl
- Llanbedr Dyffryn Clwyd
- Llandegla
- Llandrillo
- Llandyrnog
- Llanelidan
- Llanfair Dyffryn Clwyd
- Llanferres
- Llangollen (ville)
- Llangynhafal
- Llanrhaeadr-yng-Nghinmeirch
- Llantysilio
- Llanynys
- Nantglyn
- Prestatyn (ville)
- Rhuddlan (ville)
- Rhyl / Y Rhyl (ville)
- Ruthin / Rhuthun (ville)
- St Asaph / Llanelwy (cité)
- Trefnant
- Tremeirchion
- Waen / Y Waun

## Flintshire
- Argoed
- Bagillt
- Broughton and Bretton / Brychdyn a Bretton
- Brynford / Brynffordd
- Buckley / Bwcle (ville)
- Caerwys (ville)
- Cilcain
- Connah's Quay (ville)
- Flint (ville)
- Gwernaffield with Pantymwyn / Gwernaffield a Pantymwyn
- Gwernymynydd
- Halkyn / Helygain
- Hawarden / Penarlâg
- Higher Kinnerton
- Holywell / Treffynnon (ville)
- Hope / Yr Hôb
- Leeswood and Pontblyddyn / Coed-llai a Pontblyddyn
- Llanasa
- Llanfynydd
- Mold / Yr Wyddgrug (ville)
- Mostyn
- Nannerch
- Nercwys
- Northop / Llaneurgain
- Northop Hall / Neuadd Llaneurgain
- Penyffordd
- Queensferry
- Saltney (ville)
- Sealand (ville)
- Shotton (ville)
- Trelawnyd and Gwaenysgor / Trelawnyd a Gwaenysgor
- Treuddyn
- Whitford / Chwitffordd
- Ysceifiog

## Gwynedd
- Aber
- Aberdaron
- Aberdyfi
- Arthog
- Bala / Y Bala (ville)
- Bangor (ville)
- Barmouth / Abermaw (ville)
- Beddgelert
- Bethesda
- Betws Garmon
- Bontnewydd
- Botwnnog
- Brithdir and Llanfachreth / Brithdir a Llanfachreth
- Bryncrug
- Buan
- Caernarfon (ville)
- Clynnog
- Corris
- Criccieth (ville)
- Dolbenmaen
- Dolgellau (ville)
- Dyffryn Ardudwy
- Ffestiniog (ville)
- Ganllwyd
- Harlech (ville)
- Llanaelhaearn
- Llanbedr
- Llanbedrog
- Llanberis
- Llanddeiniolen
- Llandderfel
- Llandwrog
- Llandygai
- Llanegryn
- Llanelltyd
- Llanengan
- Llanfair
- Llanfihangel-y-Pennant
- Llanfrothen
- Llangelynnin
- Llangywer
- Llanllechid
- Llanllyfni
- Llannor
- Llanrug
- Llanuwchllyn
- Llanwnda
- Llanycil
- Llanystumdwy
- Maentwrog
- Mawddwy
- Nefyn (ville)
- Pennal
- Penrhyndeudraeth (ville)
- Pentir
- Pistyll
- Porthmadog (ville)
- Pwllheli (ville)
- Talsarnau
- Trawsfynydd
- Tudweiliog
- Tywyn (ville)
- Waunfawr
- Y Felinheli

## Merthyr Tydfil
- Bedlinog
- Cyfarthfa
- Dowlais
- Gurnos
- Merthyr Vale / Ynysowen
- Pant
- Park / Y Parc
- Penydarren
- Town / Y Dref
- Treharris
- Troed-y-rhiw
- Vaynor / Y Faenor

## Monmouthshire
- Abergavenny / Y Fenni (ville)
- Caerwent / Caer-went
- Caldicot / Cil-y-coed (ville)
- Chepstow / Cas-gwent (ville)
- Crucorney / Crucornau
- Devauden / Y Dyfawden
- Gobion Fawr
- Goetre Fawr
- Grosmont / Y Grysmwnt
- Llanarth
- Llanbadoc / Llanbadog
- Llanelly / Llanelli
- Llanfoist Fawr / Llan-ffwyst Fawr
- Llangybi
- Llantilio Pertholey / Llandeilo Bertholau
- Llantrisant Fawr
- Magor with Undy / Magwyr gyda Gwndy
- Mathern / Matharn
- Mitchel Troy / Llanfihangel Troddi
- Monmouth / Trefynwy (ville)
- Portskewett / Porthsgiwed
- Raglan / Rhaglan
- Rogiet / Rhosied
- St Arvans / Llanarfan
- Shirenewton / Drenewydd Gelli-farch
- Skenfrith / Ynysgynwraidd
- Trellech United / Tryleg Unedig
- Usk / Brynbuga (ville)
- Whitecastle / Castell-gwyn
- Wye Valley / Dyffryn Gwy

## Neath Port Talbot
- Aberavon / Aberafan (ville)
- Baglan
- Baglan Bay / Bae Baglan
- Baglan Moors / Rhos Baglan
- Blaengwrach
- Blaenhonddan
- Briton Ferry / Llansawel (ville)
- Bryn
- Cilybebyll
- Clyne and Melincourt / Y Clun a Melin-cwrt
- Coedffranc
- Crynant / Y Creunant
- Cwmafan
- Cwmllynfell
- Cymer and Glyncorrwg / Cymer a Glyncorrwg
- Dyffryn Clydach
- Glynneath / Glyn-nedd (ville)
- Gwaun-Cae-Gurwen / Gwauncaegurwen
- Gwynfi and Croeserw / Gwynfi a Chroeserw
- Margam
- Margam Moors / Gweunydd Margam
- Neath / Castell-nedd (ville)
- Onllwyn
- Pelenna
- Pontardawe (ville)
- Port Talbot (ville)
- Resolven / Resolfen
- Sandfields East / Dwyrain Traethmelyn
- Sandfields West / Gorllewin Traethmelyn
- Seven Sisters / Blaendulais
- Taibach
- Tonna
- Ystalyfera

## Newport
- Allt-yr-ynn
- Alway
- Beechwood
- Bettws / Betws
- Bishton / Trefesgob
- Caerleon / Caerllion
- Coedkernew / Coedcernyw
- Gaer / Y Gaer
- Goldcliff / Allteuryn
- Graig
- Langstone
- Llanvaches / Llanfaches
- Llanwern
- Lliswerry / Llyswyry
- Malpas
- Marshfield / Maerun
- Michaelston-y-Fedw / Llanfihangel-y-fedw
- Nash / Trefonnen
- Penhow / Pen-hŵ
- Pillgwenlly / Pilgwenlli
- Redwick / Y Redwig
- Ringland
- Rogerstone / Tŷ-du
- St Julians / Sain Silian
- Shaftesbury
- Stow Hill
- Tredegar Park / Parc Tredegyr
- Victoria
- Wentlooge / Gwynllŵg

## Pembrokeshire
- Ambleston / Treamlod
- Amroth
- Angle
- Boncath
- Brawdy / Breudeth
- Burton
- Camrose / Camros
- Carew / Caeriw
- Cilgerran
- Clydau
- Clynderwen / Clunderwen
- Cosheston
- Crymych
- Cwm Gwaun
- Dale
- Dinas Cross / Dinas
- East Williamston
- Eglwyswrw
- Fishguard and Goodwick / Abergwaun ac Wdig (ville)
- Freystrop
- Haverfordwest / Hwlffordd (ville)
- Hayscastle / Cas-lai
- Herbrandston
- Hook
- Hundleton
- Jeffreyston
- Johnston
- Kilgetty/Begelly / Cilgeti a Begeli
- Lampeter Velfrey / Llanbedr Felffre
- Lamphey / Llandyfái
- Letterston / Treletert
- Llanddewi Velfrey / Llanddewi Efelffre
- Llandissilio West / Gorllewin Llandysilio
- Llangwm
- Llanrhian
- Llanstadwell / Llanstadwel
- Llawhaden / Llanhuadain
- Maenclochog
- Manorbier / Maenorbŷr
- Manordeifi / Maenordeifi
- Marloes and St Brides / Marloes a Sain Ffraid
- Martletwy
- Mathry / Mathri
- Merlin's Bridge / Pontfadlen
- Milford Haven / Aberdaugleddau (ville)
- Mynachlog-ddu
- Narberth / Arberth (ville)
- Nevern / Nanhyfer
- New Moat / Y Mot
- Newport / Trefdraeth (ville)
- Neyland (ville)
- Nolton and Roch / Nolton a'r Garn
- Pembroke / Penfro (ville)
- Pembroke Dock / Doc Penfro (ville)
- Penally / Penalun
- Pencaer
- Puncheston / Cas-mael
- Rosemarket
- Rudbaxton
- St Davids / Tyddewi (cité)
- St Dogmaels / Llandudoch
- St Florence / Sain Fflwrens
- St Ishmael's / Llanisan-yn-Rhos
- St Mary Out Liberty / Llanfair Dinbych-y-pysgod
- Saundersfoot / Llanusyllt
- Scleddau
- Solva / Solfach
- Spittal
- Stackpole and Castlemartin / Y Stagbwll a Chastellmartin
- Templeton / Tredeml
- Tenby / Dinbych-y-pysgod (ville)
- The Havens / Yr Hafanau
- Tiers Cross
- Trecwn
- Uzmaston, Boulston and Slebech / Uzmaston, Boulston a Slebets
- Walwyn's Castle / Castell Gwalchmai
- Wiston / Cas-wis
- Wolfscastle / Casblaidd

## Powys
- Abbeycwmhir
- Aberedw
- Aberhafesp
- Abermule with Llandyssil / Aber-miwl gyda Llandysul
- Banwy / Banw
- Bausley with Criggion / Bausley a Chrugion
- Beguildy / Bugeildy
- Berriew / Aberriw
- Bettws
- Brecon / Aberhonddu (ville)
- Bronllys
- Builth Wells / Llanfair-ym-Muallt (ville)
- Cadfarch
- Caersws
- Carno
- Carreghofa / Carreghwfa
- Castle Caereinion / Castell Caereinion
- Churchstoke / Yr Ystog
- Cilmery / Cilmeri
- Clyro / Cleirwy
- Cray / Crai
- Crickhowell / Crucywel (ville)
- Cwmdu and District
- Disserth and Trecoed / Diserth a Threcoed
- Duhonw
- Dwyriw
- Erwood / Erwd
- Felin-fach
- Forden with Leighton and Trelystan / Ffordun gyda Thre'r-llai a Threlystan
- Gladestry / Llanfair Llythynwg
- Glantwymyn
- Glasbury / Y Clas-ar-Wy
- Glascwm
- Glyn Tarell
- Guilsfield / Cegidfa
- Gwernyfed
- Hay-on-Wye / Y Gelli Gandryll (ville)
- Honddu Isaf
- Kerry / Ceri
- Knighton / Tref-y-clawdd (ville)
- Llanafan Fawr
- Llanbadarn Fawr
- Llanbadarn Fynydd
- Llanbister
- Llanbrynmair
- Llanddew
- Llanddewi Ystradenny
- Llandinam
- Llandrindod Wells (ville)
- Llandrinio and Arddleen
- Llandysilio
- Llanelwedd
- Llanerfyl
- Llanfair Caereinion (ville)
- Llanfechain
- Llanfihangel
- Llanfihangel Rhydithon / Llanfihangel Rhydieithon
- Llanfrynach
- Llanfyllin (ville)
- Llangamarch
- Llangattock / Llangatwg
- Llangedwyn
- Llangors
- Llangunllo / Llangynllo
- Llangurig
- Llangynidr
- Llangyniew
- Llangynog
- Llanidloes (ville)
- Llanidloes Without / Llanidloes Allanol
- Llanigon
- Llanrhaeadr-ym-Mochnant
- Llansantffraid
- Llansilin
- Llanwddyn
- Llanwrthwl
- Llanwrtyd Wells / Llanwrtyd (ville)
- Llanyre / Llanllŷr
- Llywel
- Machynlleth (ville)
- Maescar
- Manafon
- Meifod
- Merthyr Cynog
- Mochdre with Penstrowed / Mochdre gyda Phenystrywaid
- Montgomery / Trefaldwyn (ville)
- Nantmel
- New Radnor / Maesyfed
- Newtown and Llanllwchaiarn / Y Drenewydd a Llanllwchaearn (ville)
- Old Radnor / Pencraig
- Painscastle / Castell-paen
- Pen-y-bont-fawr
- Penybont
- Presteigne / Llanandras (ville)
- Rhayader / Rhaeadr Gwy (ville)
- St Harmon
- Talgarth (ville)
- Talybont-on-Usk / Tal-y-bont ar Wysg
- Tawe-Uchaf
- Trallong
- Trefeglwys
- Treflys
- Tregynon
- Trewern
- The Vale of Grwyney / Cwm Grwyne
- Welshpool / Y Trallwng (ville)
- Whitton / Llanddewi yn Hwytyn
- Yscir
- Ystradfellte
- Ystradgynlais (ville)

## Rhondda Cynon Taf
- Aberaman North / Gogledd Aberaman
- Aberaman South / De Aberaman
- Abercynon
- Aberdare East / Dwyrain Aberdâr
- Aberdare West / Gorllewin Aberdâr
- Cwm Clydach
- Cwmbach
- Cymmer / Y Cymer
- Ferndale / Glynrhedynog (ville)
- Gilfach Goch
- Hirwaun
- Llanharan
- Llanharry / Llanhari
- Llantrisant (ville)
- Llantwit Fardre / Llanilltud Faerdref
- Llwydcoed
- Llwynypia
- Maerdy
- Mountain Ash East / Dwyrain Aberpennar
- Mountain Ash West / Gorllewin Aberpennar
- Penrhiwceibr / Penrhiw-ceibr
- Pentre
- Penygraig
- Penywaun / Pen-y-waun
- Pontyclun
- Pontypridd (ville)
- Porth / Y Porth (ville)
- Rhigos
- Taff's Well and Nantgarw / Ffynnon Taf a Nantgarw
- Tonypandy (ville)
- Tonyrefail
- Trealaw
- Trehafod
- Treherbert
- Treorchy / Treorci (ville)
- Tylorstown / Pendyrus
- Ynyshir
- Ynysybwl and Coed-y-Cwm / Ynysybŵl a Choed-y-cwm
- Ystrad

## Swansea
- Birchgrove / Y Gellifedw
- Bishopston / Llandeilo Ferwallt
- Bon-y-maen
- Castle / Castell
- Clydach
- Cockett / Y Cocyd
- Cwmbwrla
- Dunvant / Dyfnant
- Gorseinon (ville)
- Gowerton / Tregŵyr
- Grovesend and Waungron / Pengelli a Waungron
- Ilston / Llanilltud Gŵyr
- Killay / Cilâ
- Landore / Glandŵr
- Llangennith, Llanmadoc and Cheriton / Llangynydd, Llanmadog a Cheriton
- Llangyfelach
- Llanrhidian Higher / Llanrhidian Uchaf
- Llanrhidian Lower / Llanrhidian Isaf
- Llansamlet
- Llwchwr (ville)
- Mawr
- Morriston / Treforys
- Mumbles / Y Mwmbwls
- Mynyddbach
- Penderry / Penderi
- Penllergaer / Penlle'r-gaer
- Pennard
- Penrice / Pen-rhys
- Pontarddulais (ville)
- Pontlliw and Tircoed / Pont-lliw a Tircoed
- Port Eynon / Port Einon
- Reynoldston
- Rhossili / Rhosili
- Sketty / Sgeti
- St Thomas
- Three Crosses / Y Crwys
- Townhill
- Uplands
- Upper Killay / Cilâ Uchaf
- Waterfront / Glannau
- Waunarlwydd

## Torfaen
- Abersychan
- Blaenavon / Blaenafon (ville)
- Croesyceiliog
- Cwmbran Central / Cwmbrân Ganol
- Fairwater
- Henllys
- Llantarnam / Llanfihangel Llantarnam
- Llanyrafon
- New Inn
- Panteg
- Pen Tranch
- Ponthir
- Pontnewydd
- Pontymoile / Llanfihangel Pont-y-moel
- Trevethin / Trefddyn
- Upper Cwmbran / Cwmbrân Uchaf

## Vale of Glamorgan
- Barry / Y Barri (ville)
- Colwinston / Tregolwyn
- Cowbridge with Llanblethian / Y Bont-faen a Llanfleiddan (ville)
- Dinas Powys
- Ewenny / Ewenni
- Llanmaes / Llan-faes
- Llancarfan
- Llandough / Llandochau Fach
- Llandow
- Llanfair
- Llangan
- Llantwit Major / Llanilltud Fawr (ville)
- Michaelston-le-Pit and Leckwith / Llanfihangel-y-pwll a Lecwydd
- Penarth (ville)
- Pendoylan / Pendeulwyn
- Penllyn / Pen-llin
- Peterston-super-Ely / Llanbedr-y-fro
- Rhoose
- St Athan / Sain Tathan
- St Brides Major / Sant-y-brid
- St Donats / Sain Dunwyd
- St Georges super Ely / Sain Siorys
- St Nicholas and Bonvilston / Sain Nicolas a Thresimwn
- Sully and Lavernock / Sili a Larnog
- Welsh St Donats / Llanddunwyd
- Wenvoe / Gwenfô
- Wick / Y Wig

## Wrexham
- Abenbury
- Acton / Gwaunyterfyn
- Bangor-on-Dee / Bangor-is-y-Coed
- Bronington
- Broughton / Brychdyn
- Brymbo
- Caia Park / Parc Caia
- Cefn
- Ceiriog Ucha / Ceiriog Uchaf
- Chirk / Y Waun (ville)
- Coedpoeth
- Erbistock / Erbistog
- Esclusham
- Glyntraian / Glyntraean
- Gresford / Gresffordd
- Gwersyllt
- Hanmer
- Holt
- Isycoed / Is-y-coed
- Llangollen Rural / Llangollen Wledig
- Llansantffraid Glyn Ceiriog
- Llay / Llai
- Maelor South / De Maelor
- Marchwiel / Marchwiail
- Minera / Y Mwynglawdd
- Offa
- Overton / Owrtyn
- Pen-y-cae
- Rhosddu / Rhos-ddu
- Rhosllannerchrugog
- Rossett / Yr Orsedd
- Ruabon / Rhiwabon
- Sesswick
- Willington Worthenbury / Willington Wrddymbre